# Mikael Antonsson
Mikael Antonsson (Sillhövda, 31 maggio 1981) è un allenatore di calcio ed ex calciatore svedese, difensore, attuale collaboratore tecnico del Copenaghen.

## Caratteristiche tecniche
Alto 189 centimetri per 80 kg di peso, è un difensore dotato di un buon colpo di testa ed un discreto piede.

## Carriera

### Club

#### Gli esordi
Nato il 31 maggio 1981, Mikael Antonsson inizia la sua carriera nel club della sua città, l'AIK Sillhövda, dove, nonostante la sua posizione di difensore centrale, si mette in mostra per le sue importanti doti realizzative, andando a segno ben 8 volte in 28 presenze tra il 1995 e il 1997.

#### Göteborg e Austria Vienna
A sedici anni approda all'IFK Göteborg, squadra in cui riesce ad esplodere definitivamente, mostrando tutte le sue qualità per sette stagioni, fino al 2004, quando decide di cambiare aria e di approdare all'Austria Vienna. Qui per due stagioni si conferma uno tra i più interessanti prospetti in circolazione, guadagnandosi la convocazione in nazionale maggiore.

#### La stagione al Panathinaikos e i successi al Copenaghen

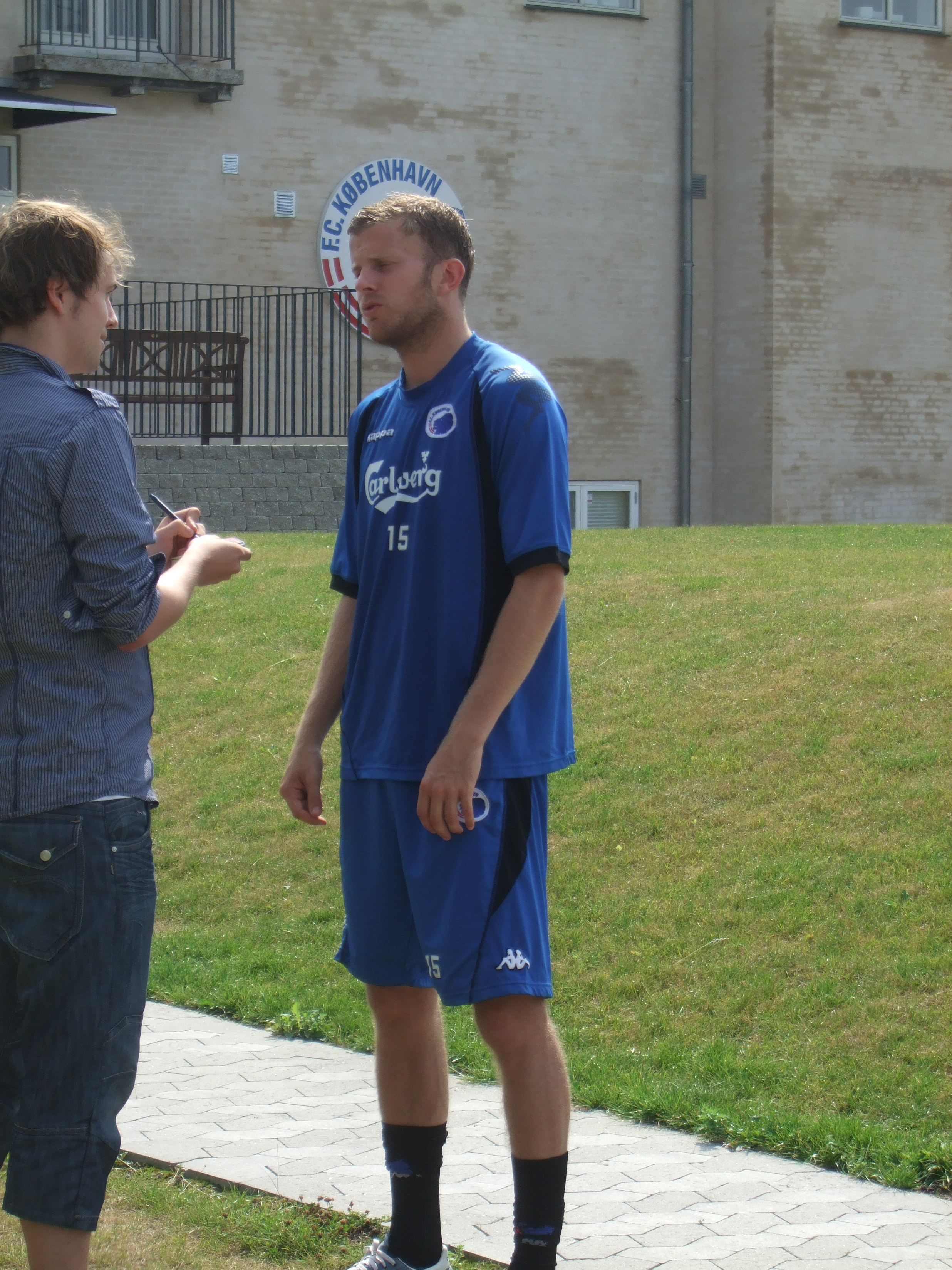
Antonsson con i colori del Copenaghen

La stagione successiva passa al Panathīnaïkos, dove però colleziona soltanto 7 presenze.
Per rilanciarsi decide quindi di trasferirsi all'FC Copenaghen, formazione con la quale conquista tre campionati danesi consecutivi, una Coppa di Danimarca e la qualificazione alla Champions League.

#### Bologna
Nell'estate 2011, Salvatore Bagni, allora responsabile dell'area tecnica del Bologna, lo porta in Italia a parametro zero, pagando però 835000 € di parcella al procuratore del giocatore. Pare che proprio questa spesa abbia contribuito a logorare i rapporti tra il presidente del Bologna Albano Guaraldi e Bagni, licenziato poco tempo dopo. Con la maglia del Bologna, Antonsson dimostra buone doti e capacità di adattamento anche nel campionato di Serie A, dove ha esordito il 21 settembre 2011 nella partita fra Juventus e Bologna terminata col risultato di 1-1. Dopo la retrocessione in Serie B viene ceduto, nuovamente al FC Copenaghen, con cui firma un contratto di due anni più un'opzione per il terzo.

### Nazionale
Esordisce nella nazionale maggiore il 22 gennaio 2004, giocando da titolare nella partita amichevole persa per 3-0 contro la Norvegia. Con la nazionale gialloblu ha partecipato agli Europei 2012, ma un'operazione chirurgica alla mascella lo ha costretto a saltare l'edizione 2016.

## Statistiche

### Presenze e reti nei club
Statistiche aggiornate al 1 agosto 2017.
| Stagione              | Squadra               | Campionato            | Campionato | Campionato | Coppa nazionali | Coppa nazionali | Coppa nazionali | Coppe continentali | Coppe continentali | Coppe continentali | Altre coppe | Altre coppe | Altre coppe | Totale | Totale |
| Stagione              | Squadra               | Comp                  | Pres       | Reti       | Comp            | Pres            | Reti            | Comp               | Pres               | Reti               | Comp        | Pres        | Reti        | Pres   | Reti   |
| --------------------- | --------------------- | --------------------- | ---------- | ---------- | --------------- | --------------- | --------------- | ------------------ | ------------------ | ------------------ | ----------- | ----------- | ----------- | ------ | ------ |
| 1996                  | Sillhövda AIK         | B                     | 6          | 0          |                 | -               | -               |                    | -                  | -                  |             | -           | -           | 6      | 0      |
| 1997                  | Sillhövda AIK         | B                     | 22         | 8          |                 | -               | -               |                    | -                  | -                  |             | -           | -           | 22     | 8      |
| Totale Sillhövda AIK  | Totale Sillhövda AIK  | Totale Sillhövda AIK  | 28         | 8          |                 | -               | -               |                    | -                  | -                  |             | -           | -           | 28     | 8      |
| 2000                  | IFK Göteborg          | A                     | 1          | 0          | CS              | ?               | ?               | -                  | -                  | -                  | -           | -           | -           | 1      | 0      |
| 2001                  | IFK Göteborg          | A                     | 3          | 0          | CS              | ?               | ?               | -                  | -                  | -                  | -           | -           | -           | 3      | 0      |
| 2002                  | IFK Göteborg          | A                     | 13         | 0          | CS              | ?               | ?               | -                  | -                  | -                  | -           | -           | -           | 13     | 0      |
| 2003                  | IFK Göteborg          | A                     | 23         | 0          | CS              | ?               | ?               | -                  | -                  | -                  | -           | -           | -           | 23     | 0      |
| 2004                  | IFK Göteborg          | A                     | 12         | 0          | CS              | ?               | ?               | -                  | -                  | -                  | -           | -           | -           | 12     | 0      |
| Totale IFK Göteborg   | Totale IFK Göteborg   | Totale IFK Göteborg   | 52         | 0          |                 | -               | -               |                    | -                  | -                  |             | -           | -           | 52     | 0      |
| 2004-2005             | Austria Vienna        | BL                    | 16         | 0          | ÖFB             | 2               | 0               | CU                 | 11                 | 0                  | -           | -           | -           | 29     | 0      |
| 2005-2006             | Austria Vienna        | BL                    | 12         | 0          | ÖFB             | 1               | 0               | CU                 | 2                  | 0                  | -           | -           | -           | 15     | 0      |
| Totale Austria Vienna | Totale Austria Vienna | Totale Austria Vienna | 28         | 0          |                 | 3               | 0               |                    | 13                 | 0                  |             | -           | -           | 44     | 0      |
| 2006-2007             | Panathīnaïkos         | SL                    | 7          | 0          | CG              | ?               | ?               | CU                 | 1                  | 0                  | -           | -           | -           | 8      | 0      |
| 2007-2008             | Copenaghen            | SL                    | 13         | 1          | CD              | 0               | 0               | UCL+CU             | 2+3                | 0+0                | -           | -           | -           | 18     | 1      |
| 2008-2009             | Copenaghen            | SL                    | 19         | 0          | CD              | 4               | 0               | CU                 | 5                  | 1                  | -           | -           | -           | 28     | 1      |
| 2009-2010             | Copenaghen            | SL                    | 26         | 1          | CD              | 1               | 0               | UCL+UEL            | 5+7                | 0+0                | -           | -           | -           | 39     | 1      |
| 2010-2011             | Copenaghen            | SL                    | 28         | 0          | CD              | 0               | 0               | UCL                | 12                 | 0                  | -           | -           | -           | 40     | 0      |
| 2011-2012             | Bologna               | A                     | 24         | 0          | CI              | 0               | 0               | -                  | -                  | -                  | -           | -           | -           | 24     | 0      |
| 2012-2013             | Bologna               | A                     | 31         | 0          | CI              | 2               | 0               | -                  | -                  | -                  | -           | -           | -           | 33     | 0      |
| 2013-2014             | Bologna               | A                     | 34         | 0          | CI              | 1               | 0               |                    | -                  | -                  | -           | -           | -           | 35     | 0      |
| Totale Bologna        | Totale Bologna        | Totale Bologna        | 89         | 0          |                 | 3               | 0               |                    | -                  | -                  |             | -           | -           | 92     | 0      |
| 2014-2015             | Copenaghen            | SL                    | 23         | 0          | CD              | 3               | 0               | UCL                | 0                  | 0                  | -           | -           | -           | 26     | 0      |
| 2015-2016             | Copenaghen            | SL                    | 13         | 0          | CD              | 3               | 0               | UEL                | 2                  | 0                  | -           | -           | -           | 18     | 0      |
| 2016-2017             | Copenaghen            | SL                    | 8          | 0          | CD              | 2               | 0               | UCL+UEL            | 2+0                | 0                  | -           | -           | -           | 12     | 0      |
| 2017-2018             | Copenaghen            | SL                    | 0          | 0          | CD              | 0               | 0               | UCL                | 0                  | 0                  | -           | -           | -           | 0      | 0      |
| Totale Copenaghen     | Totale Copenaghen     | Totale Copenaghen     | 130        | 2          |                 | 12              | 0               |                    | 38                 | 1                  |             | -           | -           | 180    | 3      |
| Totale carriera       | Totale carriera       | Totale carriera       | 334        | 10         |                 | 19              | 0               |                    | 52                 | 1                  |             | -           | -           | 405    | 11     |

### Cronologia presenze e reti in Nazionale
| Cronologia completa delle presenze e delle reti in nazionale ― Svezia | Cronologia completa delle presenze e delle reti in nazionale ― Svezia | Cronologia completa delle presenze e delle reti in nazionale ― Svezia | Cronologia completa delle presenze e delle reti in nazionale ― Svezia | Cronologia completa delle presenze e delle reti in nazionale ― Svezia | Cronologia completa delle presenze e delle reti in nazionale ― Svezia | Cronologia completa delle presenze e delle reti in nazionale ― Svezia | Cronologia completa delle presenze e delle reti in nazionale ― Svezia |
| Data                                                                  | Città                                                                 | In casa                                                               | Risultato                                                             | Ospiti                                                                | Competizione                                                          | Reti                                                                  | Note                                                                  |
| --------------------------------------------------------------------- | --------------------------------------------------------------------- | --------------------------------------------------------------------- | --------------------------------------------------------------------- | --------------------------------------------------------------------- | --------------------------------------------------------------------- | --------------------------------------------------------------------- | --------------------------------------------------------------------- |
| 22-1-2004                                                             | Hong Kong                                                             | Norvegia                                                              | 3 – 0                                                                 | Svezia                                                                | Amichevole                                                            | -                                                                     |                                                                       |
| 16-8-2006                                                             | Gelsenkirchen                                                         | Germania                                                              | 3 – 0                                                                 | Svezia                                                                | Amichevole                                                            | -                                                                     |                                                                       |
| 11-10-2006                                                            | Reykjavík                                                             | Islanda                                                               | 1 – 2                                                                 | Svezia                                                                | Qual. Euro 2008                                                       | -                                                                     |                                                                       |
| 29-3-2011                                                             | Solna                                                                 | Svezia                                                                | 2 – 1                                                                 | Moldavia                                                              | Qual. Euro 2012                                                       | -                                                                     |                                                                       |
| 30-5-2012                                                             | Göteborg                                                              | Svezia                                                                | 3 – 2                                                                 | Islanda                                                               | Amichevole                                                            | -                                                                     | 81’                                                                   |
| 14-11-2012                                                            | Solna                                                                 | Svezia                                                                | 4 – 2                                                                 | Inghilterra                                                           | Amichevole                                                            | -                                                                     | 73’                                                                   |
| 22-3-2013                                                             | Solna                                                                 | Svezia                                                                | 0 – 0                                                                 | Irlanda                                                               | Qual. Mondiali 2014                                                   | -                                                                     | 46’                                                                   |
| 26-3-2013                                                             | Žilina                                                                | Slovacchia                                                            | 0 – 0                                                                 | Svezia                                                                | Amichevole                                                            | -                                                                     |                                                                       |
| 14-8-2013                                                             | Stoccolma                                                             | Svezia                                                                | 4 – 2                                                                 | Norvegia                                                              | Amichevole                                                            | -                                                                     |                                                                       |
| 6-9-2013                                                              | Dublino                                                               | Irlanda                                                               | 1 – 2                                                                 | Svezia                                                                | Qual. Mondiali 2014                                                   | -                                                                     |                                                                       |
| 10-9-2013                                                             | Astana                                                                | Kazakistan                                                            | 0 – 1                                                                 | Svezia                                                                | Qual. Mondiali 2014                                                   | -                                                                     |                                                                       |
| 11-10-2013                                                            | Solna                                                                 | Svezia                                                                | 2 – 1                                                                 | Austria                                                               | Qual. Mondiali 2014                                                   | -                                                                     |                                                                       |
| 15-10-2013                                                            | Solna                                                                 | Svezia                                                                | 3 – 5                                                                 | Germania                                                              | Qual. Mondiali 2014                                                   | -                                                                     |                                                                       |
| 15-11-2013                                                            | Lisbona                                                               | Portogallo                                                            | 1 – 0                                                                 | Svezia                                                                | Qual. Mondiali 2014                                                   | -                                                                     |                                                                       |
| 19-11-2013                                                            | Solna                                                                 | Svezia                                                                | 2 – 3                                                                 | Portogallo                                                            | Qual. Mondiali 2014                                                   | -                                                                     | 84’                                                                   |
| 5-3-2014                                                              | Ankara                                                                | Turchia                                                               | 2 – 1                                                                 | Svezia                                                                | Amichevole                                                            | -                                                                     | 46’                                                                   |
| 28-5-2014                                                             | Copenaghen                                                            | Danimarca                                                             | 1 – 0                                                                 | Svezia                                                                | Amichevole                                                            | -                                                                     |                                                                       |
| 1-6-2014                                                              | Solna                                                                 | Svezia                                                                | 0 – 2                                                                 | Belgio                                                                | Amichevole                                                            | -                                                                     | 62’                                                                   |
| 4-9-2014                                                              | Solna                                                                 | Svezia                                                                | 2 – 0                                                                 | Estonia                                                               | Amichevole                                                            | -                                                                     |                                                                       |
| 8-9-2014                                                              | Vienna                                                                | Austria                                                               | 1 – 1                                                                 | Svezia                                                                | Qual. Euro 2016                                                       | -                                                                     |                                                                       |
| 9-10-2014                                                             | Solna                                                                 | Svezia                                                                | 1 – 1                                                                 | Russia                                                                | Qual. Euro 2016                                                       | -                                                                     |                                                                       |
| 12-10-2014                                                            | Solna                                                                 | Svezia                                                                | 2 – 0                                                                 | Liechtenstein                                                         | Qual. Euro 2016                                                       | -                                                                     |                                                                       |
| 15-11-2014                                                            | Podgorica                                                             | Montenegro                                                            | 1 – 1                                                                 | Svezia                                                                | Qual. Euro 2016                                                       | -                                                                     |                                                                       |
| 5-9-2015                                                              | Mosca                                                                 | Russia                                                                | 1 – 0                                                                 | Svezia                                                                | Qual. Euro 2016                                                       | -                                                                     |                                                                       |
| 8-9-2015                                                              | Solna                                                                 | Svezia                                                                | 1 – 4                                                                 | Austria                                                               | Qual. Euro 2016                                                       | -                                                                     |                                                                       |
| 9-10-2015                                                             | Vaduz                                                                 | Liechtenstein                                                         | 0 – 2                                                                 | Svezia                                                                | Qual. Euro 2016                                                       | -                                                                     |                                                                       |
| 12-10-2015                                                            | Solna                                                                 | Svezia                                                                | 2 – 0                                                                 | Moldavia                                                              | Qual. Euro 2016                                                       | -                                                                     |                                                                       |
| 14-11-2015                                                            | Solna                                                                 | Svezia                                                                | 2 – 1                                                                 | Danimarca                                                             | Qual. Euro 2016                                                       | -                                                                     | 29’                                                                   |
| Totale                                                                |                                                                       | Presenze                                                              | 28                                                                    |                                                                       | Reti                                                                  | 0                                                                     |                                                                       |

## Palmarès

### Club

#### Competizioni nazionali
- Coppa d'Austria: 1

Austria Vienna: 2005
- Campionato danese: 5

Copenaghen: 2008-2009, 2009-2010, 2010-2011, 2015-2016, 2016-2017
- Coppa di Danimarca: 3

Copenaghen: 2009, 2015-2016, 2016-2017